# Atelopus onorei
Atelopus onorei är en groddjursart som beskrevs av Coloma, Lötters, Duellman och Miranda-Leiva 2007. Atelopus onorei ingår i släktet Atelopus och familjen paddor. IUCN kategoriserar arten globalt som akut hotad. Inga underarter finns listade.